# Шадаев, Максут Игоревич
Максу́т И́горевич Шада́ев (род. 11 ноября 1979, Москва, СССР) — российский государственный и политический деятель. Министр цифрового развития, связи и массовых коммуникаций Российской Федерации с 21 января 2020 года (и. о. 7—14 мая 2024). Член Союза журналистов России.
Из-за вторжения России на Украину находится под международными санкциями стран Евросоюза, Канады и ряда других стран.

## Биография
Родился 11 ноября 1979 года в Москве.
С 1999 года работал в компаниях в сфере информационно-коммуникационных технологий.
В 2000—2001 годах руководил проектом «Эйдвайзерс» компании «Arrava Internet Management» Ильи Пономарёва, основанной выходцами из ЮКОСа и зарегистрированной в Сан-Матео (США). В июне 2000 года компания объявила о начале работы на российском рынке, российское юридическое лицо ЗАО «Аррава интернет менеджмент» было основано в Москве в августе 2000 года учредителями Руслан Князев и Пётр Квитек, генеральным директором был Пономарёв. В октябре 2000 года был директором по интернет-стратегии компании «Arrava Internet Advisors».
В 2002—2004 годах работал в холдинге IBS Group Анатолия Карачинского, где получил назначение на должность начальника отдела развития бизнеса отделения интернет-решений, а в июле 2003 года стал директором по развитию бизнеса.
В 2004 году окончил Московский государственный социальный университет (ныне — Российский государственный социальный университет) Министерства труда и социального развития по специальности «социология».
В июле 2004 года Шадаев занял должность советника директора ФГУП НИИ «Восход» Леонида Юхневича. В том же году был назначен советником министра информационных технологий и связи РФ Леонида Реймана. 6 февраля 2006 года стал директором Департамента госпрограмм, развития инфраструктуры и использования ограниченного ресурса данного ведомства.
9 октября 2007 года вошёл, вместе с Рейманом, в совет директоров венчурного фонда «Росинфокоминвест» (РИФИКТ) Федерального агентства по управлению федеральным имуществом, создание которого пролоббировало Мининформсвязи РФ.
После того, как в мае 2008 года вместо Министерства информационных технологий и связи было создано Министерство связи и массовых коммуникаций РФ во главе с Игорем Щёголевым, занял в нём пост директора департамента государственной политики в области информатизации и информационных технологий.
Осенью 2008 года стал помощником руководителя Администрации президента Российской Федерации Сергея Нарышкина, отвечал за организацию работы Совета при президенте по развитию информационного общества, а также за проект создания биометрических паспортов. В феврале 2009 года был включён в «первую сотню» резерва управленческих кадров Президента Российской Федерации. Был председателем Совета конструкторов — Главным конструктором Государственной системы изготовления, оформления и контроля паспортно-визовых документов нового поколения (ГС ПВДНП).
В 2012 году стал советником председателя Государственной думы Федерального собрания Российской Федерации Сергея Нарышкина. Отвечал за реализацию проекта «Электронный парламент».
11 февраля 2014 года был назначен министром государственного управления, информационных технологий и связи Московской области. Вошёл в состав правительства Московской области, возглавляемого губернатором региона Андреем Воробьёвым. 29 сентября 2016 года также стал заместителем председателя правительства Подмосковья. Под его руководством был запущен портал «Добродел» — единая книга жалоб и предложений Московской области. 14 сентября 2018 года, после отставки правительства Московской области, не вошёл в его новый состав, заняв пост советника губернатора Андрея Воробьёва на общественных началах.
По данным газеты «Коммерсантъ», с мая 2017 года также работал советником на общественных началах первого заместителя главы Администрации президента РФ Сергея Кириенко, курируя информационную политику региональных властей в социальных сетях.
26 сентября 2018 года был назначен вице-президентом ПАО «Ростелеком» по цифровым платформам, а с февраля 2019 года совмещал этот пост с должностью гендиректора АО «РТ Лабс», 100 % акций которого принадлежат государственному оператору.
21 января 2020 года указом президента России Владимира Путина был назначен на пост министра цифрового развития, связи и коммуникаций России, причём первой инициативой Шадаева на новой должности, озвученной на заседании Госсовета, было предоставление оперативникам доступа к данным о гражданах в режиме онлайн без решения суда, однако, после насторожённой реакции Пескова, сообщил, что его неправильно поняли.
Действительный государственный советник Московской области I класса.
14 мая 2024 года указом президента России Владимира Путина назначен Министром цифрового развития, связи и массовых коммуникаций Российской Федерации во втором Правительстве Михаила Мишустина. Его предшествующая деятельность на посту министра и переназначение, в целом, были позитивно оценены представителями отрасли.

## Санкции
9 июня 2022 года Украина ввела санкции в отношении Шадаева из-за вторжения России на Украину, отмечая, что Министерство «помогает с мобилизацией, таким образом способствуя непосредственно агрессивной войне России против Украины».
8 июля 2022 года внесён в санкционный список Канады «российских агентов дезинформации», так как он несёт ответственность «за создание условий и поддержку неспровоцированного и неоправданного вторжения России в Украину».
16 декабря 2022 года внесён в санкционный список Евросоюза за поддержку и реализацию политики, подрывающей территориальную целостность, суверенитет и независимость Украины. Евросоюз отмечает, что под руководством Шадаева осуществлялась деятельность для расширения цифровых услуг связи в незаконно аннексированных районах Украины для соединения их с Россией, а также с незаконно аннексированным Крымом.
24 февраля 2023 года Госдепом США Шадаев включён в санкционный список лиц, причастных к «осуществлению российских операций и агрессии в отношении Украины, а также к незаконному управлению оккупированными украинскими территориями в интересах РФ».
По аналогичным основаниям находится в санкционных списках Великобритании, Австралии, Новой Зеландии и Швейцарии.

## Семья и увлечения
Имеет двоих детей.
Болеет за баскетбольную команду, поклонник сериала «Звёздные войны».

## Награды
- Орден Почёта (18 ноября 2010 года) — за своевременное обеспечение ввода в обращение заграничных паспортов, содержащих электронные носители информации[33]
- Медаль ордена «За заслуги перед Отечеством» II степени (29 мая 2019 года) — за достигнутые трудовые успехи и многолетнюю добросовестную работу[34]